# Nizza-Alassio 1986
La Nizza-Alassio 1986, ottava edizione della corsa, si svolse il 20 febbraio 1986 su un percorso di 158 km. La vittoria fu appannaggio dell'italiano  Giovanni Mantovani, che completò il percorso in 3h59'30", precedendo lo svedese Patrick Serra e l'olandese Ad Wijnands.

## Ordine d'arrivo (Top 10)
| Pos. | Corridore           | Squadra                         | Tempo    |
| ---- | ------------------- | ------------------------------- | -------- |
| 1    | Giovanni Mantovani  | Vini Ricordi-Pinarello-Sidermec | 3h59'30" |
| 2    | Patrick Serra       | Ariostea                        | ?        |
| 3    | Ad Wijnands         | Kwantum Hallen-Yoko             | ?        |
| 4    | Pierino Gavazzi     | Atala-Ofmega                    | ?        |
| 5    | Giuseppe Calcaterra | Atala-Ofmega                    | ?        |
| 6    | Ezio Moroni         | Atala-Ofmega                    | ?        |
| 7    | Adrie van der Poel  | Kwantum Hallen-Yoko             | ?        |
| 8    | Steve Bauer         | La Vie Claire-Wonder            | ?        |
| 9    | Bruno Cornillet     | Peugeot-Shell-Michelin          | ?        |
| 10   | Dag Erik Pedersen   | Ariostea                        | ?        |